# توشیو نیمی
توشیو نیمی (انگلیسی: Toshio Niimi؛ زادهٔ ۱۴ ژوئن ۱۹۴۹) بازیکن هندبال اهل ژاپن بود.